# Tuakotteriet
Tuakotteriet (även "Tuabohemen") var en intellektuell vänsterpolitiskt inriktad gemenskap i början av 1890-talet i Lund, samlad kring den karismatiske botanisten Bengt Lidforss.

## Historia
Tuakotteriet fick sitt namn efter ett rum (Tua) i ett café där några äldre studenter med radikala sympatier brukade träffas. Bland dessa fanns Emil Kléen, Paul Rosenius, Adolf Strömstedt, Axel Wallengren (Falstaff, fakir), Lars Rydner, Albert Sahlin, Axel Danielsson, John Wigforss, Harald Wägner, Alf Nyman, Theodor Tufvesson, Harald Sjövall och Carl J. Kullenbergh. Tuakotteriet var till viss del en fortsättning på en radikal studentföreninge grundad 1887 (?), D.U.G. 
(Den unge gubben), som upphörde 1891 och där Bengt Lidforss som student angav tonen. Tuakotteriet upplöstes i sin gamla form efter hand när de flesta av medlemmarna lämnade Lund.
Den upplösta föreningen fortsattes från 1896 av den ännu – under annat namn – existerande socialdemokratiska studentklubben Den yngre gubben (D.Y.G.) 
Kotteriet har skildrats av Emil Kléen i dennes självbiografiska roman Venus anadyomene (2008). Efter 1892 nöjde man sig med sporadiska träffar på Tua. De kvarvarande besökte sedan krogen Åke Hans. När August Strindberg bodde i Lund hände det att han deltog i diskussionerna på Åke Hans.  
Personerna i Tuakotteriet var initiativtagare till den lundensiska vårkalendern Från Lundagård och Helgonabacken som utkom 1892-95.

## Röster om tualivet
Emil Kléen beskriver i sin recension av Axel Wallengrens Mannen med två hufvuden i början av 1890-talet kaféstamhållet som "raskt pulserande, lifligt ungdomsvarmt, men med framtidens svarta spökgestalter lurande bak stundens ystraste glädje, rufvande öfver det närvarande som skuggan af ett väntande öde. Denna dubbelstämning var det som gaf en sådan egendomlig särprägel åt den trängre och centralare cirkeln af tuakotteriet."
I sin självbiografiska roman Venus anadyomene (2008) återkommer Kléen till kotteriet, dit också August Strindberg hittat: "Här på kaféet var samlingsplatsen, dit all denna gyllne ungdom – en studentgenerations intelligenselit – flockade sig. Här hade de firat dessa lössläppta fester, vars bullrande ekon ännu genljöd i den lilla stadens skvallerkrönika, här hade man utbildat sig en livsåskådning, hinsidan kälkborgarens gott och ont, en etik, som just inte traskade allfarvägen fram. Där i hörnet hade den store författaren, som under några veckor gästade samhället, suttit mången kväll som i kväll och slösat ut omkring sig i frågor och svar sitt genis nyslagna guldmynt, medan punschen brann gul i glasen och timmarna, oräknade, skred." (s.31)
Bengt Lidforss förklarar i sin bok om Axel Danielsson att det "som sammanhöll dessa olikartade andar till ett kotteri, var en starkt utvecklad, av inga tvivel anfrätt kulturidealism, ett lidelsefullt förakt för det konventionella i alla dess former, en livslust, orolig och hemlös som den evige juden och, till sist och icke minst, den trygga känslan av intellektuell jämbördighet".

## Skönlitteratur som berör Tuakotteriet
- 1892 - HEJ!!! - lundensisk vårkalender (faksimil Göteborg 2008)
- 1892-95 - Från Lundagård och Helgonabacken (Lundensisk vårkalender)
- 1895 - Mannen med två hufvuden, Axel Wallengren
- 1909 - De unga gubbarne, Paul Rosenius
- 1952 - Mitt gamla Lund och andra minnen, Paul Rosenius
- 2008 - Venus anadyomene, Emil Kléen